# Clitelloxenia paradeniyae
Clitelloxenia paradeniyae är en tvåvingeart som först beskrevs av Erich Wasmann 1913.  Clitelloxenia paradeniyae ingår i släktet Clitelloxenia och familjen puckelflugor.
Artens utbredningsområde är Sri Lanka. Inga underarter finns listade i Catalogue of Life.